# Surrey Police

Area di responsabilità sulla mappa della Surrey Police

La Surrey Police (Polizia del Surrey) è la forza di polizia territoriale inglese responsabile dell'ordine pubblico della contea del Surrey nel sud-est dell'Inghilterra.
La forza fu fondata il 1º gennaio 1851. Aveva allora 70 poliziotti, il più giovane dei quali aveva quattordici anni. Inizialmente, non copriva l'intera contea, poiché Guildford, Reigate e Godalming avevano le proprie forze. Le forze di Reigate e Guildford furono incorporate nella Surrey Police nel 1943.
Parti dell'area appartenevano originariamente al distretto della Metropolitan Police e furono trasferite alla Surrey Police fino al 2000.
La forza ha il suo quartier generale a Mount Browne, Guildford, Surrey.

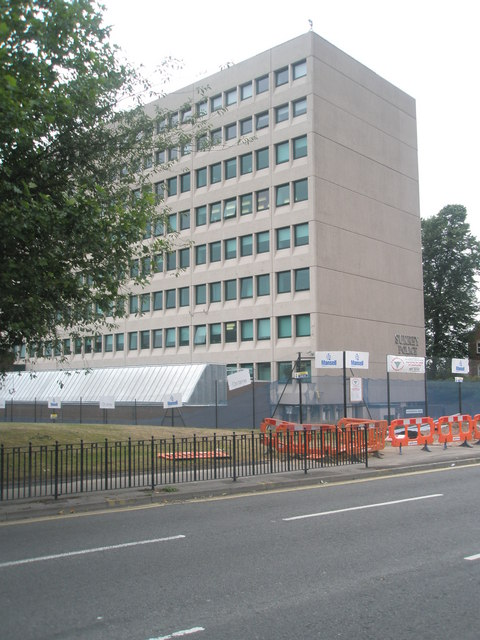
Quartier generale della Surrey Police a Guildford
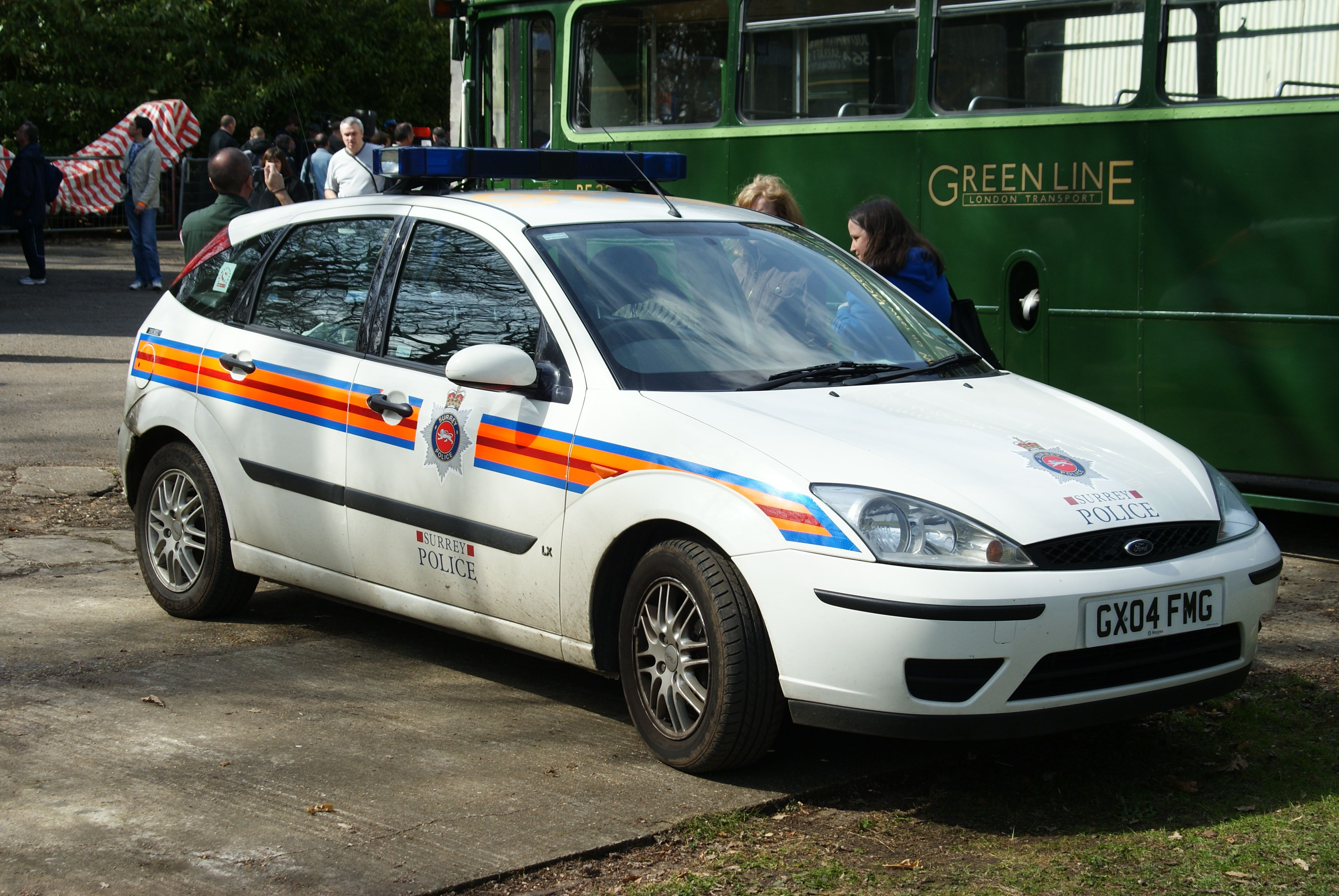
Auto Ford della polizia

## Capi della polizia
I capi della polizia sono stati:
- 1851–1899: Capitano Hastings[2]
- 1899–1930: Capitano Mowbray Lees Sant[2]
- 1930–1946: Maggiore Geoffrey Nicholson, CBE MC[2]
- 1946–1956: Joseph Simpson (poi Sir Joseph Simpson)[2]
- 1956–1968: Herman Rutherford, CBE[2]
- 1968–1982: Sir Peter Matthews[3]
- 1982–1991: Brian Hayes[4]
- 1991–1997: David Williams[5]
- 1998–2000: Ian Blair[2]
- 2000–2004: Denis O'Connor[2]
- 2004–2008: Robert Quick[2]
- 2009–2011: Mark Rowley[2]
- 2012–2015: Lynne Owens[2]
- 2016–2019: Nick Ephgrave
- 2019 – in carica: Gavin Stephens